# 高伏护
高伏护（？—？），字臣援，勃海郡蓨县（今河北省衡水市景县）人，北齐宗室、官员。

## 生平
高伏护是齐州刺史高建国之子，因为堂叔高灵山的儿子高懿没有儿子，齐文宣帝高洋诏令高伏护作为高灵山的嗣子。高伏护粗鲁有处理公文的能力。天统初年，高伏护屡次升任黄门侍郎。高伏护经历几个皇帝的时期，总是参与机要，个性酗酒，经常因为醉酒误事，后期更是醉酒厉害，以至于连日不进食，整天就是喝酒，神志恍惚，竟因此而死，朝廷赠予兖州刺史。